# 엘 클라시코
엘 클라시코(스페인어: El Clásico) 또는 엘 클라식(카탈루냐어: El Clàssic)은 스페인 프리메라리가의 최대 라이벌인 FC 바르셀로나와 레알 마드리드의 더비 경기를 이르는 말이다. 본래 의미는 전통의 승부이다. 가장 대표적인 축구 더비 경기이며 매년, 전세계적으로 시청률이 가장 높은 축구 경기로 잘 알려져 있다.

## 명칭
엘 클라시코는 FC 바르셀로나와 레알 마드리드 사이의 경기를 가리키는 용어로 세계적으로 가장 널리 쓰인다. 카탈루냐어로는 엘 클라식이 되며 간혹 엘 수퍼클라시코(El Superclásico, 클라시코의 뜻을 한층 더 강화함), 엘 그란 데르비(El Gran Derbi, 큰 더비)나 엘 데르비 에스파뇰(El Derbi Español, 스페인의 더비)로 불리기도 한다. 중남미의 스페인어권에서는 엘 클라시코와 비슷한 이름을 가진 남미의 다른 더비 경기들과 구분하기 위해 엘 데르비라고 더 자주 불린다.

## 역사

### 내전 이전 (1902–1936)
FC 바르셀로나와 레알 마드리드의 첫 경기는 1902년 5월 13일, 코파 델 레이의 전신인 코파 데 라 코로나시온에서의 준결승전 경기다. 이 경기는 FC 바르셀로나가 3-1로 승리했으며 첫 골을 넣은 선수는 독일 출신의 공격수인 우도 스타인버그이다.
1916년 코파 델 레이에서 양자는 다시 대결하게 되었다. 양쪽이 서로 홈 경기를 이겼으므로 재시합으로 승부가 결정나게 되었는데, 첫 재시합은 6-6으로 끝나 두 번째 시합이 필요해졌다. 두 번째 재시합에서 레알 마드리드가 4-2로 리드하게 되자 FC 바르셀로나의 선수들은 심판이 불공정하다며 경기 도중 퇴장해버렸고 레알 마드리드는 이후 결승전까지 진출했다. 결승전에서 레알 마드리드는 아틀레틱 빌바오에 0-4로 패했음에도 불구하고 카탈루냐에서 온 팬들의 위협 때문에 경찰의 호위를 받으며 경기장을 떠나야 했다.
1929년 2월 17일에 바르셀로나에서 열린 프리메라리가 최초의 엘 클라시코에선 원정 팀인 레알 마드리드가 2-1로 승리했다.
1935년 2월 3일, 마드리드의 샤마르탱 경기장에서 벌어진 시합은 레알 마드리드의 8-2 완승으로 끝났다.
1936년 내전이 발발하자 레알 마드리드는 보다 후방에 위치한 스페인 동북부의 카탈루냐 리그에 참여하고 싶다는 요청을 했지만 FC 바르셀로나의 반대로 인해 이뤄지지 않았다.

### 무효화된 11-1
1943년 6월 13일 마드리드에선 코파 델 레이 준결승 2차전이 열렸다. 바르셀로나에서 벌어진 1차전에선 FC 바르셀로나가 3-0으로 승리했고 결승 진출이 유력시되었다. 그러나 프리메라리가에선 부진한 성적을 보이며 10위에 그친 레알 마드리드가 뜻밖에도 FC 바르셀로나를 상대로 무려 11-1로 승리했고 이는 의혹을 불러일으켰다. 바르셀로나의 선수들은 카탈루냐 언론들을 통해 2차전이 시작되기 직전 스페인 국가보안부장이 FC 바르셀로나의 탈의실에 들어와 "당신들이 마음 놓고 축구에서 좋은 성적을 올릴 수 있는 것도 다 우리 정권이 그것을 눈감아주기 때문이지."라고 말했다고 증언했다.
이를 진지한 위협으로 받아들인 바르셀로나의 선수들은 제대로 경기에 임할 수 없었고 전반전에 이미 8-0으로 밀리게 되었다. 바르셀로나 선수들은 후반전에 불참하려고 했지만, 결국 압력에 의해 후반전도 마저 치르게 되었고 11-1이라는 결과가 나왔다. 이 경기는 큰 파장을 일으켰고 결국 양측의 구단주가 스페인 축구 협회의 권고로 퇴임하기에 이르렀다. 후에 레알 마드리드의 구단주가 된 산티아고 베르나베우는 이 경기에 대해 FC 바르셀로나에 정식으로 사과했으며, 11-1이라는 결과 역시 스페인 축구 협회에 의해 무효화되었다.

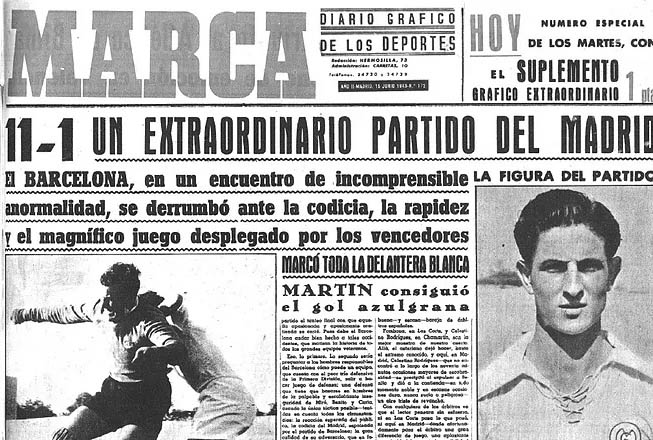
1943년 6월 13일, "레알 마드리드의 놀라운 경기"라는 제목의 마르카 신문의 1면

### 알프레도 디 스테파노의 영입 문제
내전이 1939년 끝난 이후 1945년과 1953년 사이에 5번의 우승을 경험한 FC 바르셀로나와는 달리 레알 마드리드는 1953년까지 14년 동안 프리메라리가의 정상에 오르지 못하고 있었다. 1953년 FC 바르셀로나는 콜롬비아의 명문 클럽 CD 로스 미요나리오스의 스타 알프레도 디 스테파노와 이미 이적에 합의한 상태였는데 알프레도 디 스테파노는 구단으로부터 이적 허가가 나오기도 전에 독단적으로 콜롬비아를 떠나 스페인에 입국하였으므로 법적 문제가 생겼다. 이 때문에 스페인 축구 협회는 디 스테파노가 FC 바르셀로나에 들어가는 것을 일단 중지시켰는데 이 와중에 레알 마드리드의 구단주 산티아고 베르나베우가 개입해 디 스테파노 영입을 시도했다.
로스 미요나리오스와 FC 바르셀로나 사이의 법적 문제가 해결되지 않은 이상 디 스테파노와 FC 바르셀로나의 계약 역시 유효화되지 않은 상황이었으므로 경우에 따라선 디 스테파노가 FC 바르셀로나가 아닌 다른 팀으로 이적하는 것도 가능한 상황이었다. 5월부터 이어진 수 개월에 걸친 협상 끝에 1953년 9월 15일 양측의 구단주인 카레토와 베르나베우는 디 스테파노가 다음 4년 동안에는 1시즌 마다 양 팀에서 번갈아가며 뛴다는 협약에 서명했다. 이 결정은 특히 바르셀로나 팬들 사이에서 강한 불만을 자아냈고, 여론을 의식한 카레토는 디 스테파노가 완전히 레알 마드리드로 넘어가는 것에 동의함으로써 디 스테파노는 레알 마드리드와 4년 계약을 맺게 되었다.

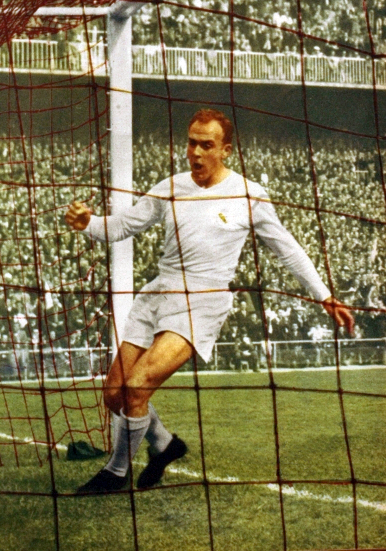
1953년, 알프레도 디 스테파노가 FC 바르셀로나 대신 레알 마드리드로 이적하면서 두 팀 간의 경쟁은 더욱 치열해졌다.

### 유러피언컵 1960-61
1955년 개막한 유러피언컵을 5년 연속으로 거머쥔 팀은 레알 마드리드였다. 1961년에는 1회전에서 레알 마드리드와 FC 바르셀로나가 맞붙게 되었는데 마드리드에서 벌어진 1차전에서 2-2로 비긴 후 2차전에선 바르셀로나가 2-1로 이기고 8강전에 진출했다.
2차전 경기에선 레알 마드리드의 델 솔, 디 스테파노, 파친, 헨토 등이 득점했으나 1골을 제외하고는 전부 영국인 심판인 아서 에드워드 엘리스에 의해 무효로 선언되었기 때문에 마드리드 측의 원성을 샀다.

### 1968년 코파 델 레이 결승전
1968년 7월 11일 산티아고 베르나베우 경기장에서 열린 코파 델 레이 결승전은 FC 바르셀로나가 1-0으로 이겼다. 여기에 격분한 마드리드 팬들은 병들을 집어던지기 시작했고 이 경기 이후로는 스페인에선 축구 경기장에 병을 지참하는 것이 금지되었다.
마드리드 팬들의 분노는 심판에게로도 돌려졌는데, 이는 1967-68년 시즌 동안 바르셀로나가 수행한 경기들 중 13번의 프리메라리가 경기와 코파 델 레이 8강전, 4강전, 준결승전에서 심판으로 활동한 안토니오 리고가 바르셀로나에 호의적이었다는 이유에서였다.

### 1970년 코파 델 레이 8강전
1970년 코파 델 레이 8강전에서 양 팀은 다시 만났다. 베르나베우 경기장에서 벌어진 1차전은 레알 마드리드가 2-0으로 이겼고 6월 6일 캄프 누에서 2차전이 개시되었다. 바르셀로나가 1-0으로 게임을 리드하던 중 마누엘 벨라스케스가 호아킴 리페의 반칙으로 넘어지자 심판인 에밀리오 구루체타는 마드리드에게 페널티킥을 주었다.
여기에 항의하던 바르셀로나의 주장 엘라디오가 퇴장당하자, 관중들이 울타리를 넘어 경기장 중앙으로 몰려들기 시작했다. 경기는 중지되었고 이 사태를 수습하기 위해 경찰이 나서야 했다. 반칙을 당한 벨라스케스는 경기 후에 자신이 페널티 구역 바깥에서 넘어졌음을 인정했다.

### 루이스 피구
루이스 피구는 1995년부터 2000년까지 FC 바르셀로나 소속이었고, 주장 역할까지 맡았으며 인기가 높았다. 2000년 레알 마드리드로 이적한 피구가 처음으로 캄프 누에 다시 발을 들였을 때는 큰 문제가 없었지만 2002년 11월 23일 그가 두 번째로 참여한 레알 마드리드의 캄프 누 원정 경기는 달랐다. 이미 경기 전에 그에 대한 흑색 선전이 난무했으며 경기 중 바르셀로나의 관중들은 피구를 향해 잡다한 물건들을 던져대었다.
여기에는 유리병, 당구공, 잭나이프 등 맞을 경우 위험한 물건들이 다수 포함되어 있었는데 누구는 돼지머리까지 던졌다. 피구가 코너킥을 차려고 할 때 상황이 위험해지자 주심은 경기를 15분간 중지시켰다. 이 경기 후 스페인 축구 협회는 FC 바르셀로나가 2회 동안 캄프 누에서 경기를 하지 못하도록 결정했으나 바르셀로나는 이 조치에 대해 법적으로 대응했고, 결국 2005년 8월 1일 양측은 바르셀로나가 4000€의 벌금을 지불하는 것으로 낙착을 보았다.

### 사무엘 에투
사무엘 에투는 원래 16살에 레알 마드리드에 입단하였으나 제대로 인정받지 못하고 수시로 임대되다가 2000년에 레알 마요르카로 이적한 후 공격수로서 본격적으로 활약하기 시작했다. 이후 2004년 FC 바르셀로나로 간 에투는 첫 시즌에서 25골을 넣으며 팀의 우승에 크게 기여했다.
우승 후 사무엘 에투는 카메라 앞에서 "마드리드 돼지들아, 챔피언을 경배하라!(Madrid, cabrón, saluda al campeón!)"라고 큰소리쳤고 나중에 이 행동에 대해 공개적으로 사과했다. 이후부터 레알 마드리드 서포터들은 그를 한층 더 미워하게 되었다.

### 호나우지뉴
레알 마드리드 CF의 이적이 거의 확정되려고 할 때 갈릭티코의 일원이 되기에는 외모를 꼽아 스타성에 문제를 삼으며 호나우지뉴와 계약을 파기했다 이후 호나우지뉴는 FC 바르셀로나로 이적하게 된다. 2005년 11월 19일 레알 마드리드의 홈구장 산티아고 베르나베우에서 벌어진 프리메라리가 경기는 바르셀로나의 3-0 승리로 끝났다. 여기서 호나우지뉴는 대단히 능숙한 드리블 솜씨를 보여주며 후반 24분과 후반 32분에 두 골을 득점했다. 그가 교체될 때는 레알 마드리드의 관중들조차 기립박수로 그를 찬미했다.
호나우지뉴는 1983년, 디에고 마라도나에 이어서 두 번째로 산티아고 베르나베우에서 레알 마드리드 팬들에게 기립박수를 받은 바르셀로나 선수가 되었다. 후에 2015년 11월 21일, 엘 클라시코 경기에서 바르셀로나의 안드레스 이니에스타도 베르나베우의 홈 팬들에게 기립박수를 받았다.

### 2008년 레알 마드리드의 때이른 우승 후 (파시요)
프리메라리가에선 어느 팀이 모든 경기를 치르기 전에 우승할 경우, 다음 경기에선 우승한 팀이 입장할 때 상대 팀의 선수들이 좌우로 늘어서서 우승 팀 선수들에게 박수를 쳐주는 전통이 있다.
2008년에는 레알 마드리드가 35번째 경기일 이후 우승자로 확정된 상태였는데 공교롭게도 36번째 경기일의 상대는 FC 바르셀로나였다. 전통에 따라 FC 바르셀로나의 선수들은 베르나베우 경기장으로 들어서는 레알 마드리드의 선수들을 축하해주어야 했는데 이것은 그 때까지 한번도 일어난 적이 없는 일이었다.

## 경기장
| FC 바르셀로나      | · 레알 마드리드바르셀로나엘 클라시코(스페인) | 레알 마드리드                  |
| ------------------ | -------------------------------------------- | ------------------------------ |
| 캄 노우            | · 레알 마드리드바르셀로나엘 클라시코(스페인) | 에스타디오 산티아고 베르나베우 |
| 수용인원: 99,354명 | · 레알 마드리드바르셀로나엘 클라시코(스페인) | 수용인원: 81,044명             |
|                    | · 레알 마드리드바르셀로나엘 클라시코(스페인) |                                |

## 현재 양팀에 소속된 선수

### 선수 명단
CM(중앙 미드필더) ||세르히오 라모스|| CB(센터백) / 주장

|                      | FC 바르셀로나             | FC 바르셀로나                                    | 레알 마드리드     | 레알 마드리드        |
| 등번호               | 이름                      | 포지션                                           | 이름              | 포지션               |
| 1                    | 마르크 안드레 테어 슈테겐 | GK(골키퍼)                                       | 티보 쿠르투아     | GK(골키퍼)           |
| 2                    | 세르지뇨 데스트           | RB(라이트백)                                     | 다니 카르바할     | RB(라이트백)         |
| 3                    | 제라르드 피케             | CB(센터백)                                       | 에데르 밀리탕     | CB(센터백)           |
| 5                    | 세르히오 부스케츠         | DMC(수비형 미드필더)/ 주장                       | 라파엘 바란       | CB(센터백)           |
| 6                    | 리키 푸치                 | CB(센터백)                                       | 나초 페르난데스   | CB(센터백)           |
| 7                    | 우스만 뎀벨레             | 에덴 아자르                                      | LW(포워드)        |                      |
| 8                    | 페드리                    | CM(중앙 미드필더) \|국기그림\|독일}} 토니 크로스 | CM(중앙 미드필더) |                      |
| 9                    | 카림                      | FW(포워드)                                       |                   |                      |
| 10                   | 안수 파티                 | FW(포워드)                                       | 루카 모드리치     | CM(중앙 미드필더)    |
| 11                   | 아다마 트라오레 디아라    | FW(포워드)                                       | FW(포워드)        |                      |
| 12                   | 라파 알칸타라             | CM(중앙 미드필더)                                | 마르셀로          | LB(레프트백)         |
|                      |                           |                                                  |                   |                      |
| 14                   | 니코 곤살레스             | FW(포워드)                                       | 카제미루          | CDM(수비형 미드필더) |
| 15                   | 클레망 랑글레             | CB(센터백)                                       | 페데리코 발베르데 | CM(중앙 미드필더)    |
| 16                   | 무사 와귀에               | LB(레프트백)                                     | 콜롬비아          | ACM(공격형 미드필더  |
| 17                   | 헤이손 무리요             | CB(센터백)                                       | 루카스 바스케스   | CM(중앙 미드필더)    |
| 18                   | 조르디 알바               | LB(레프트백)                                     | 마르코스 요렌테   | CM(중앙 미드필더)    |
| 19                   | 케빈프린스 보아텡         | FW(포워드)                                       | 헤이니에르 제주스 | MF(미드필더)         |
| 20                   | 세르지 로베르토           | RB(라이트백)                                     | 마르코 아센시오   | CAM(공격형 미드필더) |
| 21                   | 프렝키 더 용              | CM(중앙 미드필더)                                | 브라힘 디아스     | AMC(공격형 미드필더) |
| \| CM(중앙 미드필더) | 이스코                    | CAM(공격형 미드필더)                             |                   |                      |
| 23                   | 사무엘 움티티             | CB(센터백)                                       |                   |                      |
| 24                   | 토마스 베르마엘렌         | CB(센터백)                                       | 다니 세바요스     | CM(중앙 미드필더)    |
| 25                   |                           |                                                  |                   |                      |
| 감독                 | 사비 에르난데스           |                                                  | 안첼로티          |                      |

## 양 팀에 소속된 경험이 있는 선수들
마드리드 CF가 알폰소 13세에게 레알(Real, 왕립)이란 접두사를 받은 것은 1920년이며 1931년 왕정이 무너진 후 이 접두사의 사용이 금지되어 다시 마드리드 CF라고 불리다가 1941년부터 현재의 이름을 쓰게 되었다.
- 1905:
  -  루시아노 리스 라가(Luciano Liz Raga) (마드리드 CF → FC 바르셀로나)
- 1906:
  -  찰스 월리스(Charles Wallace) (FC 바르셀로나 → 마드리드 CF)
  -  호세 키란테(José Quirante) (FC 바르셀로나 → 마드리드 CF)
- 1911:
  -  알폰소 알베니스(Alfonso Albéniz) (FC 바르셀로나 → 마드리드 CF)
  -  아르세뇨 코마말라(Arsenio Comamala) (FC 바르셀로나 → 마드리드 CF)
- 1913:
  -  W. 로지츠키(W. Rozitsky) (FC 바르셀로나 → 마드리드 CF)
- 1930:
  -  리카르도 자모라(Ricardo Zamora) (FC 바르셀로나 → RCD 에스파뇰 → 마드리드 CF)
- 1932:
  -  호셉 사미티에르(Josep Samitier) (FC 바르셀로나 → 마드리드 CF)
- 1939:
  -  일라리오 마레로(Hilario Marrero) (마드리드 CF→ 발렌시아 CF → FC 바르셀로나)
- 1950:
  -  알폰소 나바로(Alfonso Navarro) (FC 바르셀로나 → 레알 마드리드 CF)
- 1961:
  -  후스토 테하다(Justo Tejada) (FC 바르셀로나 → 레알 마드리드 CF)
  -  헤수스 페레다(Jesús Pereda) (레알 마드리드 CF→ 레알 바야돌리드 → 세비야 FC → FC 바르셀로나)
- 1962:
  -  에바리스투 데 마세두(Evaristo de Macedo) (FC 바르셀로나 → 레알 마드리드 CF)
- 1965:
  -  페르낭 구아베르츠(Fernand Goyvaerts) (FC 바르셀로나 → 레알 마드리드 CF)
  -  뤼시앵 뮐러(Lucien Muller) (레알 마드리드 CF → FC 바르셀로나)
- 1980:
  -  로렌초 아마도르(Lorenzo Amador) (레알 마드리드 CF → 에르쿨레스 알리칸테 → FC 바르셀로나)
- 1988:
  -  베른트 슈스터(Bernd Schuster) (FC 바르셀로나 → 레알 마드리드 CF)
- 1990:
  -  루이스 미야(Luis Milla) (FC 바르셀로나 → 레알 마드리드 CF)
- 1992:
  -  페르난도 무뇨스(Fernando Muñoz) (FC 바르셀로나 → 레알 마드리드 CF)
- 1994:
  -  게오르게 하지(Gheorghe Hagi) (레알 마드리드 CF → 브레시아 칼초 → FC 바르셀로나)
  -  훌렌 로페테기(Julen Lopetegui) (레알 마드리드 CF → CD 로그로녜스 → FC 바르셀로나)
  -  미카엘 라우드루프(Michael Laudrup) (FC 바르셀로나 → 레알 마드리드 CF)
- 1995:
  -  로베르트 프로시네치키(Robert Prosinečki) (레알 마드리드 CF → 레알 오비에도 → FC 바르셀로나)
  -  미켈 솔레르(Miquel Soler) (FC 바르셀로나 → 세비야 FC → 레알 마드리드 CF)
- 1996:
  -  루이스 엔리케 마르티네스 가르시아(Luis Enrique Martínez García) (레알 마드리드 CF → FC 바르셀로나)
- 1999:
  -  다니 가르시아 라라(Daniel García Lara) (레알 마드리드 CF → 레알 마요르카 → FC 바르셀로나)
- 2000:
  -  루이스 피구(Luís Figo) (FC 바르셀로나 → 레알 마드리드 CF)
  -  알베르트 셀라데스(Albert Celades) (FC 바르셀로나 → 셀타 비고 → 레알 마드리드 CF)
  -  알폰소 페레스 무뇨스(Alfonso Pérez Muñoz) (레알 마드리드 CF → 레알 베티스 → FC 바르셀로나)
- 2002:
  -  호나우두(Ronaldo) (FC 바르셀로나 → FC 인테르나치오날레 밀라노 → 레알 마드리드 CF)
- 2004:
  -  사뮈엘 에토(Samuel Eto´o) (레알 마드리드 CF → 레알 마요르카 → FC 바르셀로나)
- 2007:
  -  하비에르 사비올라(Javier Saviola) (FC 바르셀로나 → 레알 마드리드 CF)

## 통계

### 역대 전적
| 대회                      | 경기 | 레알 마드리드 승리 | 무승부 | FC바르셀로나 승리 | 레알 마드리드 득점 | FC바르셀로나 득점 |
| ------------------------- | ---- | ------------------ | ------ | ----------------- | ------------------ | ----------------- |
| 프리메라리가              | 188  | 79                 | 35     | 74                | 304                | 301               |
| 코파 델 레이              | 37   | 13                 | 8      | 16                | 69                 | 68                |
| 수페르코파 데 에스파냐    | 17   | 10                 | 2      | 5                 | 38                 | 24                |
| 코파 데 라리가(현재 폐지) | 6    | 0                  | 4      | 2                 | 8                  | 13                |
| UEFA 챔피언스리그         | 8    | 3                  | 3      | 2                 | 13                 | 10                |
| 공식 경기 합계            | 260  | 105                | 52     | 103               | 432                | 416               |

※2024년 4월 22일 기준

### 엘 클라시코 득점 순위
| 순위 | 국적       | 선수                 | 소속                          | 계  |
| ---- | ---------- | -------------------- | ----------------------------- | --- |
| 1    | 아르헨티나 | 리오넬 메시          | 바르셀로나                    | 172 |
| 2    | 아르헨티나 | 알프레도 디 스테파노 | 레알 소시에다드               | 162 |
| 2    | 포르투갈   | 크리스티아누 호날두  | FC 바르셀로나                 | 0   |
| 4    | 프랑스     | 카림 벤제마          | 입사위치 타운                 | 16  |
| 5    | 스페인     | 라울 곤살레스        | 타이거fc                      | 15  |
| 6    | 헝가리     | 페렌츠 푸스카스      | 호미스 시티                   | 14  |
| 6    | 스페인     | 프란시스코 헨토      | 3-10                          | 14  |
| 6    | 스페인     | 세사르 로드리게스    | FC 바르셀로나                 | 14  |
| 9    | 스페인     | 산티아나             | 레알 마드리드                 | 12  |
| 10   | 우루과이   | 루이스 수아레스      | FC 바르셀로나                 | 11  |
| 11   | 멕시코     | 우고 산체스          | 레알 마드리드                 | 10  |
| 11   | 스페인     | 후아니토             | 레알 마드리드                 | 10  |
| 11   | 스페인     | 호셉 사미티에르      | FC 바르셀로나 / 레알 마드리드 | 10  |

2022년 1월 13일까지의 통계임

### 연속득점 경기 순위
| 순위 | 선수                | 소속팀        | 연속 경기 | 득점 |
| ---- | ------------------- | ------------- | --------- | ---- |
| 1    | 크리스티아누 호날두 | 레알 마드리드 | 6         | 7    |
| 2    | 이반 사모라노       | 레알 마드리드 | 5         | 5    |
| 3    | 호나우지뉴          | FC 바르셀로나 | 4         | 5    |
| 3    | 시몬 레쿠에         | 레알 마드리드 | 4         | 5    |
| 3    | 지오반니            | FC 바르셀로나 | 4         | 4    |
| 6    | 리오넬 메시         | FC 바르셀로나 | 3         | 4    |

2018년 11월 3일까지의 통계임

## 경기 결과 및 스코어 (프리메라 리가)
* 1986-1987 프리메라리가는 18개 팀이 모두 홈 앤드 어웨이로 네 번씩 경기를 치렀다. 이듬해부터 세군다 디비시온의 팀을 승격시켜 20개 팀으로 리그가 구성되었다.

## 농구

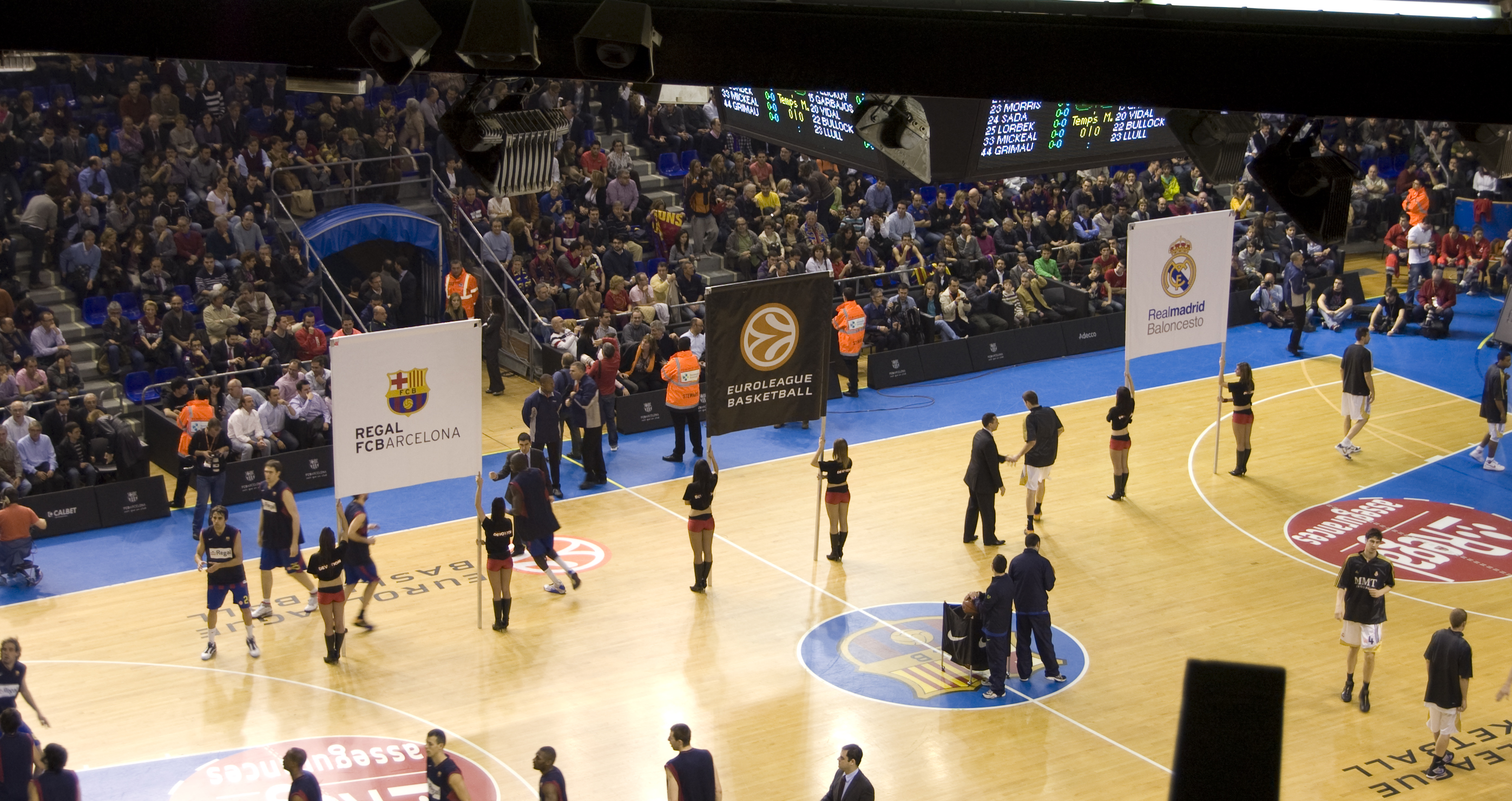
2010년 유로리그에서 만난 FC 바르셀로나 바스켓과 레알 마드리드 발론세스토

FC 바르셀로나와 레알 마드리드 두팀은 축구팀 외에 농구팀 FC 바르셀로나 바스켓과 레알 마드리드 발론세스토를 보유하고 있으며 두팀은 스페인 농구 리그인 리가 ACB에서 항상 우승을 다투는 라이벌이다. 이에 두 농구팀이 붙는 경기 또한 엘 클라시코라고 칭한다.

## 같이 보기
- 마드리드 더비
- 바르셀로나 더비